# Évolution du collège épiscopal français en 2012
Liste des évêques français
- 2008
- 2009
- 2010
- 2011
- 2012
- 2013
- 2014
- 2015
- 2016

Cette page a pour but de présenter les évolutions intervenues au sein du collège épiscopal français au cours de l'année 2012, ainsi que la situation des évêques des diocèses de France métropolitaine et d'outre-mer, mais également des évêques français exerçant pour la curie romaine ou pour des diocèses étrangers au 31 décembre 2012.

## Évolution du1erjanvier au 31 décembre 2012
| Date       | Événement                         | Titre                                                 |
| ---------- | --------------------------------- | ----------------------------------------------------- |
| 13/01/2012 | Nomination de Pascal Wintzer      | Archevêque de Poitiers                                |
| 24/01/2012 | Retrait de Philippe Breton        | Évêque émérite d'Aire et Dax                          |
| 24/01/2012 | Nomination d'Hervé Gaschignard    | Évêque d'Aire et Dax                                  |
| 04/02/2012 | Mort de Pierre Rouanet            | Évêque émérite de Daloa (Côte d'Ivoire)               |
| 11/02/2012 | Retrait de Jacques Perrier        | Évêque émérite de Tarbes et Lourdes                   |
| 11/02/2012 | Nomination de Nicolas Brouwet     | Évêque de Tarbes et Lourdes                           |
| 22/02/2012 | Nomination d'Olivier de Germay    | Évêque d'Ajaccio                                      |
| 14/04/2012 | Consécration d'Olivier de Germay  | Évêque d'Ajaccio                                      |
| 11/02/2012 | Retrait de Guy Bagnard            | Évêque émérite de Belley-Ars                          |
| 15/06/2012 | Nomination de Pascal Roland       | Évêque de Belley-Ars                                  |
| 15/06/2012 | Nomination de Jean-Yves Riocreux  | Évêque de Basse-Terre et Pointe-à-Pitre               |
| 21/07/2012 | Retrait de Michel Hrynchyshyn     | Exarque apostolique émérite des Ukrainiens de France  |
| 21/07/2012 | Nomination de Borys Gudziak       | Exarque apostolique des Ukrainiens de France          |
| 21/07/2012 | Nomination de Nasser Gemayel      | Éparque de Notre-Dame du Liban de Paris des Maronites |
| 25/07/2012 | Nomination de Vincent Dollmann    | Évêque auxiliaire de Strasbourg                       |
| 31/07/2012 | Mort de Lucien Daloz              | Archevêque émérite de Besançon                        |
| 09/08/2012 | Retrait d'Albert-Marie de Monléon | Évêque émérite de Meaux                               |
| 09/08/2012 | Nomination de Jean-Yves Nahmias   | Évêque de Meaux                                       |
| 13/08/2012 | Mort d'Hervé-Marie Le Cléac'h     | Évêque émérite de Taiohae                             |
| 26/08/2012 | Consécration de Borys Gudziak     | Exarque apostolique des Ukrainiens de France          |
| 30/08/2012 | Consécration de Nasser Gemayel    | Éparque de Notre-Dame du Liban de Paris des Maronites |
| 30/08/2012 | Retrait de Joseph Boishu          | Évêque auxiliaire émérite de Reims                    |
| 31/08/2012 | Retrait de Michel Pollien         | Évêque auxiliaire émérite de Paris                    |
| 02/09/2012 | Consécration de Vincent Dollmann  | Évêque auxiliaire de Strasbourg                       |
| 08/09/2012 | Mort de Xavier Baronnet           | Évêque émérite de Port Victoria (Seychelles)          |
| 18/09/2012 | Mort de Michel Kuehn              | Évêque émérite de Chartres                            |
| 12/10/2012 | Mort de Michel Hrynchyshyn        | Exarque émérite des Ukrainiens de France              |
| 01/12/2012 | Retrait de Alphonse Georger       | Évêque émérite d'Oran (Algérie)                       |
| 01/12/2012 | Nomination de Jean-Paul Vesco     | Évêque d'Oran (Algérie)                               |
| 10/12/2012 | Mort de Jacques Jullien           | Archevêque émérite de Rennes                          |
| 15/12/2012 | Nomination de Nicolas Thévenin    | Archevêque titulaire d'Æclanum (de)                   |
| 27/12/2012 | Mort de Maurice Delorme           | Évêque auxiliaire émérite de Lyon                     |

Soit pour l'année 2012 :
- Douze nominations dont
  - Deux nominations de nouveaux évêques en France
  - Une nomination d'évêque français au service d'un diocèse étranger
  - Une nomination d'évêque français au service du Saint-Siège
  - Deux nominations d'évêques étrangers pour des églises orientales en France
  - Six transferts d'évêques
- Quatre consécrations épiscopales
- Huit départs en retraite
- Huit décès

## Situation des évêques français au 31 décembre 2012

### France métropolitaine
- Agen : Hubert Herbreteau
- Aire et Dax :  Hervé Gaschignard, Philippe Breton évêque émérite, Robert Sarrabère évêque émérite
- Aix-en-Provence et Arles  : Christophe Dufour, Claude Feidt archevêque émérite
- Ajaccio :  Olivier de Germay
- Albi, Castres et Lavaur :  Jean Legrez
- Amiens :  Jean-Luc Bouilleret, François Bussini évêque émérite, Jacques Noyer évêque émérite, Géry Leuliet évêque émérite
- Angers :  Emmanuel Delmas, Jean-Louis Bruguès évêque émérite, Archevêque par titre, Jean Orchampt évêque émérite
- Angoulême :  Claude Dagens, Georges Rol évêque émérite
- Annecy :  Yves Boivineau
- Arras, Boulogne sur Mer et Saint Omer : Jean-Paul Jaeger
- Auch, Condom, Lectoure et Lombez :  Maurice Gardès, Maurice Fréchard archevêque émérite, Gabriel Vanel évêque émérite
- Autun, Chalon et Mâcon :  Benoît Rivière, Raymond Séguy évêque émérite
- Avignon :  Jean-Pierre Cattenoz
- Bayeux et Lisieux : Jean-Claude Boulanger, Pierre Pican évêque émérite, Guy Gaucher évêque auxiliaire émérite
- Bayonne, Lescar et Oloron : Marc Aillet, Pierre Molères évêque émérite
- Beauvais, Noyon et Senlis :  Jacques Benoit-Gonnin
- Belfort-Montbéliard : Claude Schockert, Eugène Lecrosnier évêque émérite
- Belley-Ars : Pascal Roland, Guy Bagnard évêque émérite
- Besançon :  André Lacrampe
- Blois :  Maurice de Germiny
- Bordeaux et Bazas : cardinal Jean-Pierre Ricard, Laurent Dognin évêque auxiliaire
- Bourges : Armand Maillard, Hubert Barbier archevêque émérite, Pierre Plateau archevêque émérite
- Cahors : Norbert Turini
- Cambrai : François Garnier
- Carcassonne et Narbonne : Alain Planet, Jacques Despierre évêque émérite
- Châlons-en-Champagne : Gilbert Louis
- Chambéry, Maurienne et Tarentaise : Philippe Ballot
- Chartres : Michel Pansard
- Clermont : Hippolyte Simon
- Coutances et Avranches : Stanislas Lalanne, Jacques Fihey  évêque émérite
- Créteil : Michel Santier, Daniel Labille évêque émérite
- Digne-les-Bains, Riez et Sisteron : François-Xavier Loizeau, Edmond Abelé évêque émérite
- Dijon : Roland Minnerath, Michel Coloni évêque émérite
- Évreux : Christian Nourrichard, Jacques David évêque émérite
- Évry-Corbeil-Essonnes : Michel Dubost, Guy Herbulot évêque émérite, Albert Malbois évêque émérite
- Fréjus et Toulon : Dominique Rey
- Gap et Embrun : Jean-Michel di Falco, Georges Lagrange évêque émérite
- Grenoble et Vienne : Guy de Kerimel
- Langres : Philippe Gueneley, Léon Taverdet évêque émérite
- La Rochelle et Saintes : Bernard Housset
- Laval : Thierry Scherrer
- Le Havre : Jean-Luc Brunin, Michel Guyard évêque émérite
- Le Mans : Yves Le Saux
- Le Puy-en-Velay : Henri Brincard
- Lille : Laurent Ulrich, Gérard Coliche évêque auxiliaire, Gérard Defois évêque émérite, Jean Vilnet évêque émérite
- Limoges : François Kalist, Léon Soulier évêque émérite
- Luçon :  Alain Castet
- Lyon : Cardinal Philippe Barbarin, Jean-Pierre Batut évêque auxiliaire, Patrick Le Gal évêque auxiliaire
- Marseille : Georges Pontier, Cardinal Bernard Panafieu archevêque émérite
- Meaux : Jean-Yves Nahmias, Albert-Marie de Monléon évêque émérite, Yves Bescond évêque auxiliaire émérite
- Mende : François Jacolin, Paul Bertrand évêque émérite
- Metz : Pierre Raffin
- Montauban : Bernard Ginoux, Jacques de Saint-Blanquat évêque émérite
- Montpellier, Lodève, Béziers, Agde et Saint Pons de Thomières : Pierre-Marie Carré, Guy Thomazeau, archevêque émérite, Claude Azéma évêque auxiliaire
- Moulins : vacant
- Nancy-Toul : Jean-Louis Papin
- Nanterre : Gérard Daucourt, François Favreau évêque émérite
- Nantes : Jean-Paul James, Georges Soubrier évêque émérite
- Nevers : Thierry Brac de la Perrière, Francis Deniau évêque émérite
- Nice : Louis Sankalé, Jean Bonfils évêque émérite
- Nîmes, Uzès et Alès : Robert Wattebled
- Orléans : Jacques Blaquart, André Fort évêque émérite
- Pamiers, Couserans et Mirepoix : Philippe Mousset, Marcel Perrier évêque émérite
- Paris : Cardinal André Vingt-Trois, Jérôme Beau évêque auxiliaire, Renauld de Dinechin évêque auxiliaire, Eric de Moulins-Beaufort évêque auxiliaire, Claude Frikart évêque auxiliaire émérite, Michel Pollien évêque auxiliaire émérite.
- Périgueux et Sarlat : Michel Mouïsse, Gaston Poulain évêque émérite
- Perpignan-Elne : André Marceau, Jean Chabbert évêque émérite
- Poitiers : Pascal Wintzer archevêque, Albert Rouet archevêque émérite
- Pontoise : vacant
- Quimper, Cornouailles et Léon : Jean-Marie Le Vert
- Reims : Thierry Jordan, Joseph Boishu évêque auxiliaire émérite.
- Rennes, Dol et Saint Malo : Pierre d'Ornellas, Nicolas Souchu évêque auxiliaire
- Rodez et Vabres : François Fonlupt, Bellino Ghirard évêque émérite
- Rouen : Jean-Charles Descubes
- Saint-Brieuc et Tréguier : Denis Moutel, Lucien Fruchaud évêque émérite
- Saint-Claude : Vincent Jordy
- Saint-Denis : Pascal Delannoy, Olivier de Berranger évêque émérite
- Saint-Dié : Jean-Paul Mathieu, Paul-Marie Guillaume évêque émérite
- Saint-Étienne : Dominique Lebrun, Pierre Joatton évêque émérite, Paul Rousset évêque émérite
- Saint-Flour : Bruno Grua, René Séjourné évêque émérite
- Séez : Jacques Habert
- Sens et Auxerre : Yves Patenôtre, Georges Gilson archevêque émérite
- Soissons, Laon et Saint-Quentin : Hervé Giraud, Marcel Herriot évêque émérite
- Strasbourg : Jean-Pierre Grallet, Christian Kratz évêque auxiliaire, Vincent Dollmann, évêque auxiliaire, Joseph Doré archevêque émérite, Charles-Amarin Brand archevêque émérite, Léon Hégelé évêque auxiliaire émérite
- Tarbes et Lourdes : Nicolas Brouwet, Jacques Perrier évêque émérite
- Toulouse, Saint Bertrand de Comminges et Rieux : Robert Le Gall, Émile Marcus archevêque émérite
- Tours : Bernard-Nicolas Aubertin, Cardinal Jean Honoré archevêque émérite
- Troyes : Marc Stenger
- Tulle : Bernard Charrier
- Valence, Die et Saint-Paul-Trois-Châteaux   : Jean-Christophe Lagleize, Didier-Léon Marchand évêque émérite
- Vannes : Raymond Centène, François-Mathurin Gourvès évêque émérite
- Verdun : François Maupu
- Versailles : Éric Aumonier, Jean-Charles Thomas évêque émérite
- Viviers : François Blondel

### France d'outre-mer
- Basse-Terre et Pointe-à-Pitre : Jean-Yves Riocreux, Ernest Cabo évêque émérite
- Cayenne : Emmanuel Lafont
- Fort-de-France et Saint-Pierre : Michel Méranville
- Taiohae (ou Tefenuaenata) (Îles Marquises) : Guy Chevalier, Pascal Chang-Soi évêque coadjuteur
- Îles Wallis-et-Futuna : Ghislain de Rasilly
- Nouméa : Michel-Marie Calvet
- Papeete : vacant, Hubert Coppenrath, archevêque émérite
- Saint-Denis de La Réunion : Gilbert Aubry
- Saint-Pierre et Miquelon : Pierre Gaschy, vicaire apostolique Lucien Fischer, vicaire apostolique émérite.

### Autres fonctions en France
- Diocèse aux Armées : Luc Ravel
- Éparchie de Sainte-Croix de Paris des Arméniens catholiques de France : Grégoire Ghabroyan
- Éparchie Notre-Dame du Liban de Paris des Maronites: Nasser Gemayel
- Exarchat Apostolique pour les Ukrainiens : Borys Gudziak
- Ordinariat de France des catholiques orientaux : cardinal André Vingt-Trois
- Mission de France : Yves Patenôtre, Georges Gilson prélat émérite.

### Au service de la Curie romaine
- Conseil pontifical « Justice et Paix » : cardinal Roger Etchegaray président émérite
- Conseil pontifical pour la culture : cardinal Paul Poupard président émérite
- Conseil pontifical pour le dialogue inter-religieux : cardinal Jean-Louis Tauran président
- Conseil pontifical pour la famille : Jean Laffitte secrétaire
- Archives secrètes du Vatican et Bibliothèque apostolique vaticane : Jean-Louis Bruguès archiviste et bibliothécaire
- Préfecture de la Maison pontificale : Nicolas Thévenin, nonce apostolique nommé
- Secrétairerie d'État : Dominique Mamberti secrétaire pour les relations avec les États
- Nonciature en Iran : Jean-Paul Gobel nonce
- Nonciature au Mexique : Christophe Pierre nonce
- Nonciature aux Pays-Bas : André Dupuy nonce
- Nonciature près l'Union européenne : Alain Lebeaupin nonce
- Service diplomatique : François Bacqué nonce apostolique émérite

### Au service de diocèses étrangers
- Alger (Algérie) : Henri Teissier évêque émérite
- Andong (Corée du Sud) : René Dupont évêque émérite
- Constantine (Algérie) : Paul Desfarges, Gabriel Piroird évêque émérite
- Djibouti (Djibouti) : Georges Perron évêque émérite
- Estonie : Philippe Jourdan administrateur apostolique
- Guajará-Mirim (pt) (Brésil): Geraldo Verdier, évêque émérite
- Impfondo (République du Congo) : Jean Gardin
- Istanbul (Turquie): Louis Pelâtre, vicaire apostolique
- Kerema (en) (Papouasie-Nouvelle-Guinée) : Paul Marx, évêque émérite
- Laghouat (Algérie) : Claude Rault
- Monaco : Bernard Barsi
- Mongo (Tchad) : Henri Coudray, vicaire apostolique
- Mouila (de) (Gabon) : Dominique Bonnet
- N'Djaména (Tchad) : Charles Vandame archevêque émérite
- Niamey (Niger) : Michel Cartatéguy, Guy Romano, évêque émérite
- Oran (Algérie) : Jean-Paul Vesco, évêque nommé, Alphonse Georger, évêque émérite
- Ouesso (République du Congo) : Yves Monot
- Pala (Tchad) : Georges-Hilaire Dupont évêque émérite
- Phnom-Penh (Cambodge) : Olivier Schmitthaeusler vicaire apostolique, Emile Destombes vicaire apostolique emerite Yves Ramousse vicaire apostolique émérite
- Rabat (Maroc) : Vincent Landel : archevêque
- Santissima Conceição do Araguaia (Brésil) : Dominique You
- Savannakhet (Laos) : Pierre Bach vicaire apostolique émérite
- Tôlagnaro (de) (Madagascar) : Jean Zévaco évêque émérite
- Viana (pt) (Brésil) : Xavier Gilles de Maupeou  évêque émérite

### In partibus infidelium
- Partenia : Jacques Gaillot